# People (chanson de King Crimson)
Pour les articles homonymes, voir People.
Singles de King Crimson
Dinosaur
(1995) Sex Sleep Eat Drink Dream
(1995)
People est la huitième chanson de l'album THRAK du groupe King Crimson, aussi sortie en single en 1995.

## Musiciens
- Robert Fripp : guitare, mellotron
- Adrian Belew : guitare, chant
- Tony Levin : basse, contrebasse électrique, chant
- Trey Gunn : Chapman stick, chant
- Bill Bruford : batterie, percussions
- Pat Mastelotto : batterie, percussions